# کنت فیلد (کالیفرنیا)
کنت فیلد (به انگلیسی: Kentfield) یک منطقهٔ مسکونی در ایالات متحده آمریکا است که در شهرستان مارین، کالیفرنیا واقع شده‌است. کنت فیلد ۷٫۸۷۶ کیلومتر مربع مساحت و ۶٬۴۸۵ نفر جمعیت دارد و ۳۵ متر بالاتر از سطح دریا واقع شده‌است.